# James Guillaume
James Guillaume (Londra, 16 febbraio 1844 – Préfargier, 20 novembre 1916) è stato uno scrittore e anarchico svizzero.

## Biografia
Figlio di Georges Guillaume, industriale svizzero trasferitosi a Londra, e della francese Marine Suzanne Glady, nel 1848 fece ritorno con la famiglia a Neuchâtel, dove compì i primi studi, proseguiti poi a Zurigo. Dal 1864 insegnò nell'Istituto tecnico di Le Locle dove, con Constant Meuron, fondò nel 1866 una sezione della I Internazionale.
Nel 1866 prese parte al congresso dell'Internazionale tenuto a Ginevra, e nel 1867 a quello di Losanna. Abbandonato l'insegnamento per dedicarsi interamente all'attività politica, dal 1869 al 1872 diresse la tipografia paterna a Neuchâtel, nel 1870 si sposò con Elise Golay e divenne redattore della rivista dell'Internazionale La Solidarité. Avendo aderito con Michail Bakunin alla Federazione del Giura, di cui diresse il Bulletin de la Fédération jurassienne e compose la musica dell'inno, La Jurassienne, nel 1872 venne espulso dall'Internazionale.
Nel 1876 pubblicò le Idées sur l'organisation sociale, nel 1877 venne arrestato a Berna per aver partecipato alla commemorazione della Comune di Parigi e condannato a 40 giorni di carcere. Nel 1878 si trasferì a Parigi dove collaborò al Dictionnaire de pédagogie, alla Revue pédagogique e al Dictionnaire géographique et administratif de la France. Dopo la morte della figlia Marguerite, nel 1897, cominciò a soffrire di depressione e si fece curare a Berna.
Divenuto cittadino francese, dal 1905 al 1910 pubblicò la sua opera più importante, i quattro volumi de L'Internationale. Documents et souvenirs, tornando a collaborare alla stampa anarchica. Nel 1914, iniziata la prima guerra mondiale, Guillaume aderì all'Union Sacrée bellicista e antitedesca. Sempre più sofferente di disturbi psichici, alla fine dell'anno si fece ricoverare nella clinica psichiatrica di Préfargier, in Svizzera, dove morì nel 1916. La salma fu portata a Parigi e inumata nel cimitero di Montparnasse.